# Альгарробо (Чили)
Альгарробо (исп. Algarrobo) — город в Чили. Административный центр одноимённой коммуны. Население города — 5827 человек (2002). Город и коммуна входят в состав провинции Сан-Антонио и области Вальпараисо.
Территория — 176 км². Численность населения — 13 817 жителей (2017). Плотность населения — 78,5 чел./км².

## Расположение

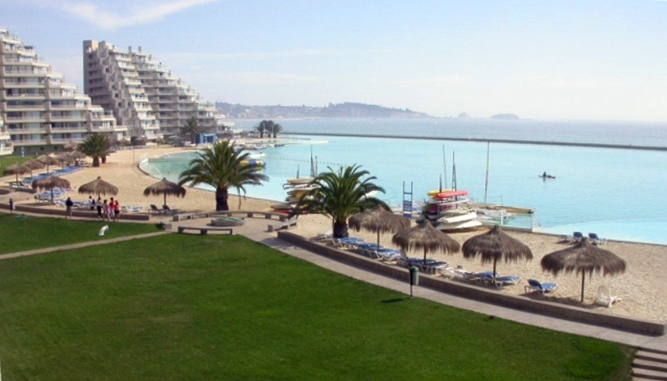
Туристический комплекс Сан-Альфонсо

Город расположен в 35 км на юг от административного центра области города Вальпараисо и в 27 км на север от административного центра провинции города Сан-Антонио.
Коммуна граничит:
- на севере — c коммуной Касабланка

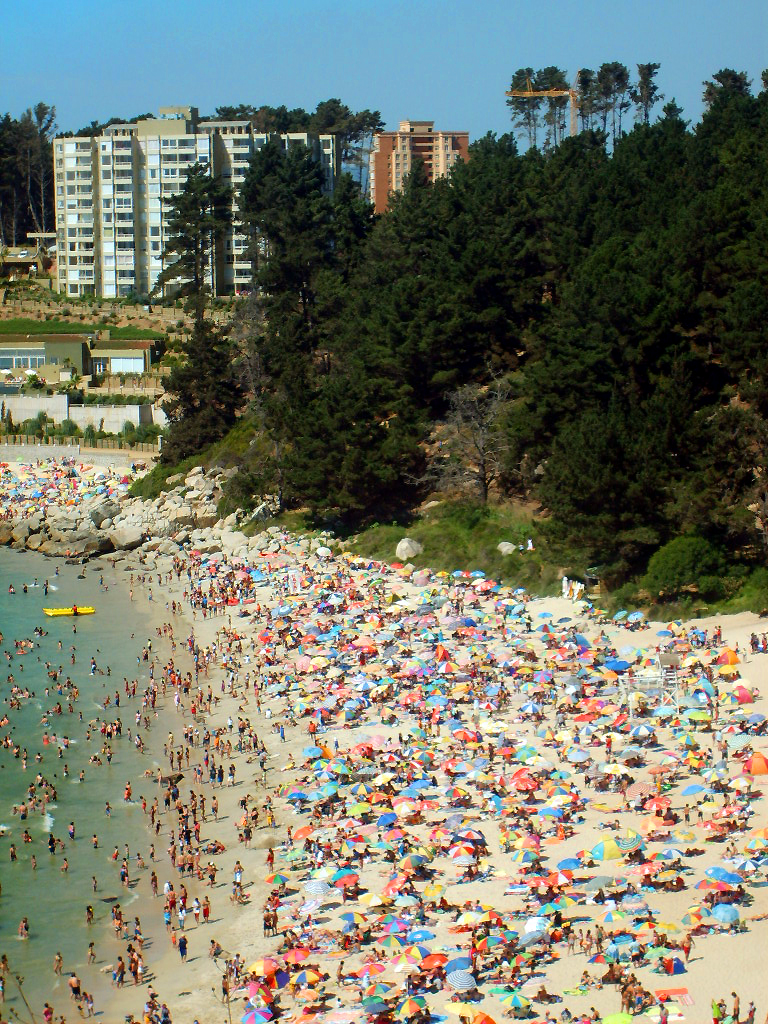

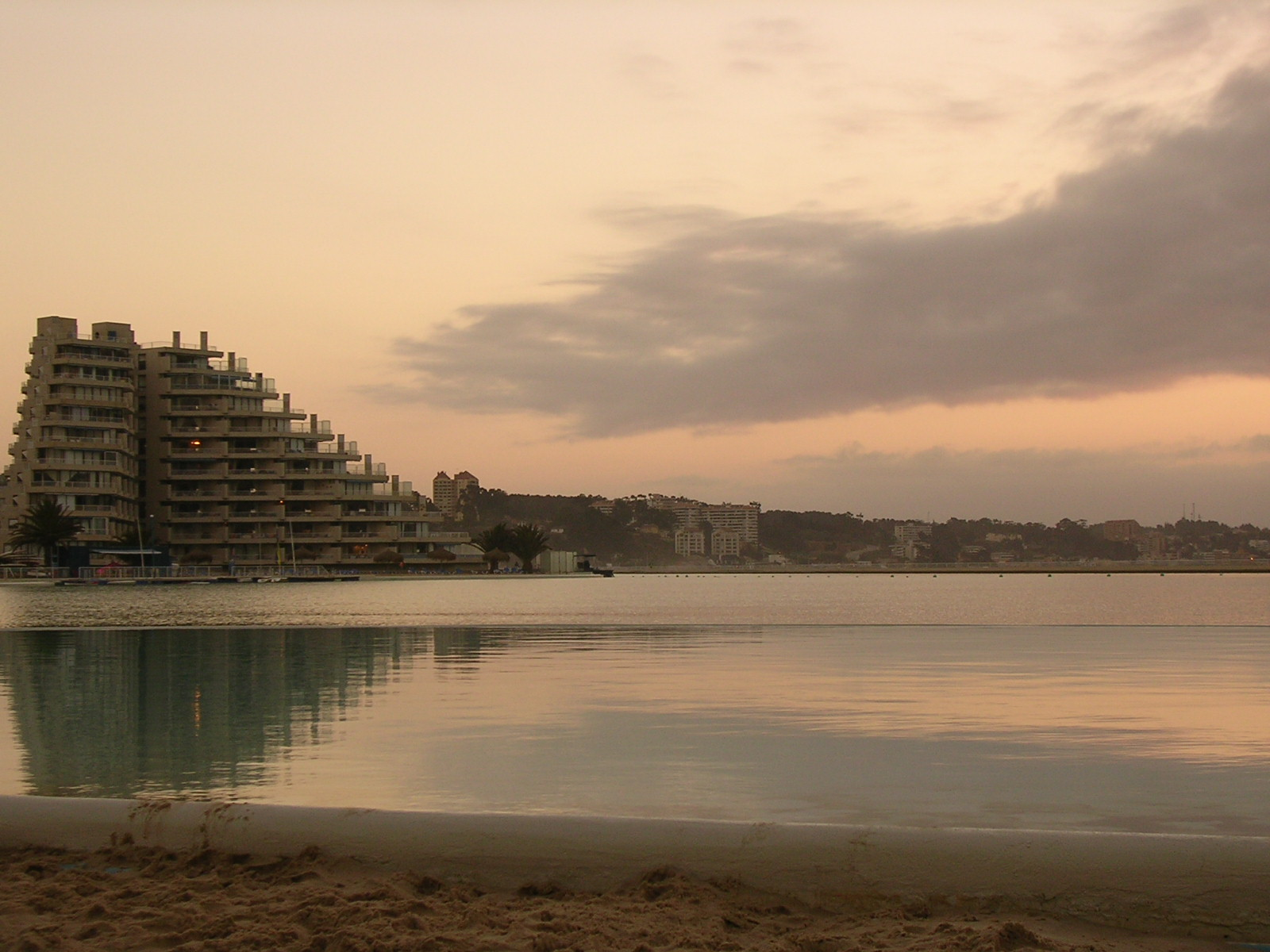
Побережье Альгарробо

- на востоке — с коммуной Касабланка
- на юге — c коммуной Эль-Киско

На западе находится побережье Тихого океана.

## Демография
Согласно сведениям, собранным в ходе переписи 2017 года Национальным институтом статистики (INE), население коммуны составляет:
| Полное население                          | Полное население                          | Полное население                          | Полное население                          | Полное население                          | 13 817 |
| ----------------------------------------- | ----------------------------------------- | ----------------------------------------- | ----------------------------------------- | ----------------------------------------- | ------ |
| в том числе:                              | Городское население                       | 10 899                                    | Процент городского населения, %           | 78,88                                     |        |
|                                           | Сельское население                        | 2918                                      | Процент сельского населения, %            | 21,12                                     |        |
|                                           | Мужское население                         | 6734                                      | Процент мужского населения, %             | 48,74                                     |        |
|                                           | Женское население                         | 7083                                      | Процент женского населения, %             | 51,26                                     |        |
| Плотность населения, чел/км²              | Плотность населения, чел/км²              | Плотность населения, чел/км²              | Плотность населения, чел/км²              | Плотность населения, чел/км²              | 78,5   |
| Население коммуны в % к населению области | Население коммуны в % к населению области | Население коммуны в % к населению области | Население коммуны в % к населению области | Население коммуны в % к населению области | 0,76   |

| Динамика изменения населения коммуны | Динамика изменения населения коммуны | Динамика изменения населения коммуны | Динамика изменения населения коммуны |
| ------------------------------------ | ------------------------------------ | ------------------------------------ | ------------------------------------ |
| 1992                                 | 2002                                 | 2012                                 | 2017                                 |
| 5968                                 | 8601▲                                | 10233▲                               | 13817▲                               |

## Важнейшие населенные пункты[4]
| № | Населённый пункт | Населённый пункт (исп.) | Категория | Население чел. (2002) | На карте                        |
| - | ---------------- | ----------------------- | --------- | --------------------- | ------------------------------- |
| 1 | Альгарробо       | Algarrobo               | город     | 5827                  | 33°22′09″ ю. ш. 71°40′05″ з. д. |
| 2 | Мирасоль         | Mirasol                 | посёлок   | 668                   | 33°19′28″ ю. ш. 71°38′50″ з. д. |
| 3 | Эль-Йесо         | El Yeco                 | посёлок   | 133                   | 33°18′31″ ю. ш. 71°38′36″ з. д. |
| 4 | Сан-Хосе         | San José                | посёлок   | 68                    | 33°18′08″ ю. ш. 71°34′57″ з. д. |